# Ars-sur-Moselle
Ars-sur-Moselle là một xã trong tỉnh Moselle, vùng Grand Est đông bắc nước Pháp.